# 樂來樂好
樂來樂好有限公司（簡稱樂來樂好，英語：A TUNE MUSIC CO., LTD），於2018年9月11日成立，由藝人田馥甄創立，營運項目主要田馥甄的演藝經紀活動。

## 旗下藝人

### 女藝人
| 田馥甄（Hebe） |

## 音樂作品

### 專輯
| 編號       | 歌手   | 專輯名稱及曲目 | 發行時間   | 发行公司 |
| PQP2001A/B | 田馥甄 | 《無人知曉》 1. Intro 2. 先知 You Should Know about It 3. 田 Crop Circles 4. 底里歇斯 Hysteria 5. 一一 One, after Another 6. 皆可 Anything Goes 7. 无人知晓 Untold 8. 讽刺的情书 The Irony of Love 9. 人什麼的最麻煩了 Humans are the Worst 10. 懸日 Let It 11. 或是一首歌 A Song for You | 2020-09-25 | 何樂音樂 |

### 單曲
| 時間 | 曲目                   | 介紹                                                                                           | 制作人 | 發行公司 |
| 2018 | 《墨綠的夜》           | 翻唱曲目，電影《地球最後的夜晚》宣傳曲                                                         | 陳珊妮 | 何樂音樂 |
| 2019 | 《不晚》               | 電影《深夜食堂》主題曲）                                                                       | 鄭楠   | 何樂音樂 |
| 2022 | 《現在是什麼時辰了》   | 〈Live in Life〉現場錄音系列第二首，錄音地點為東眼山，歌詞譯自法國詩人波特萊爾散文詩《沉醉吧》 | 陳建騏 | 何樂音樂 |
| 2022 | 《一周的朋友》         | 電影《一周的朋友》同名主題曲                                                                   | 陳建騏 | 何樂音樂 |
| 2023 | 《乘著無人光影的遠行》 | 於2023〈一一巡迴演唱會〉最終場首唱                                                             | 陳建騏 | 何樂音樂 |
| 2025 | 《一二三》             | 《田調》Live in Life 野地小巡演暖身作品                                                        | 陳建騏 | 何樂音樂 |

## 演唱會
- 一一巡迴演唱會 [8]

- 《田調》野地小巡演

## 外部連結
- 田馥甄Hebe的Facebook專頁 （繁體中文）
- 田馥甄Hebe的Instagram帳戶 （繁體中文）
- YouTube上的田馥甄官方專屬頻道（繁體中文）
- 田馥甄Hebe的新浪微博 （繁體中文）
- 田馥甄工作室 （页面存档备份，存于）的新浪微博[1]

1. ↑  .   [2021-08-29]. （原始内容存档于2021-08-29）.